# Prémesques

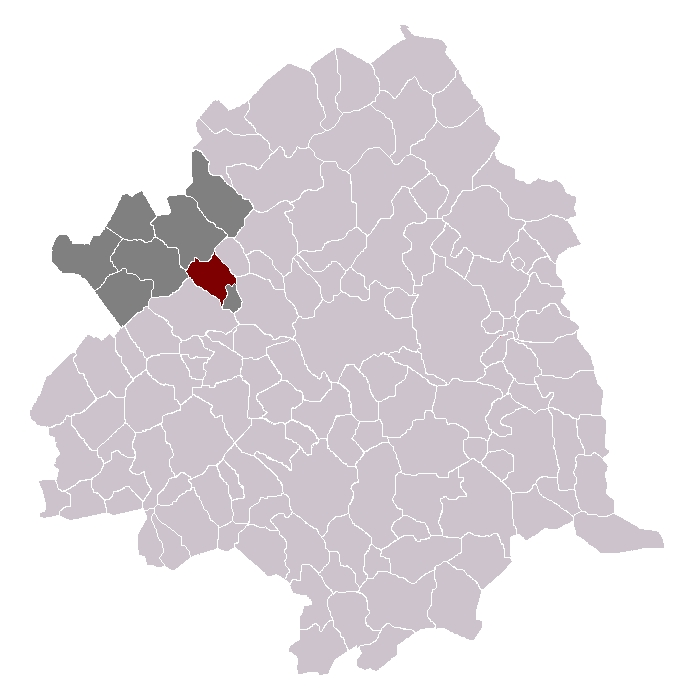
Ubicació de Prémesques dins el cantó i el districte

Prémesques és un municipi francès, situat a la regió dels Alts de França, al departament del Nord. L'any 2006 tenia 2.135 habitants. Limita al nord amb Houplines, al nord-est amb Pérenchies, a l'oest amb La Chapelle-d'Armentières, a l'est amb Lomme, al sud-oest amb Ennetières-en-Weppes i al sud-est amb Capinghem.

## Demografia
| 1962                                       | 1968  | 1975  | 1982  | 1990  | 1999  | 2006  |
| ------------------------------------------ | ----- | ----- | ----- | ----- | ----- | ----- |
| 1.014                                      | 1.141 | 1.089 | 1.416 | 1.922 | 1.925 | 2.135 |
| Des de 1962: població sense dobles comptes |       |       |       |       |       |       |

## Administració
| Període | Identitat   | Partit |
| ------- | ----------- | ------ |
| 2001 -  | Joël Turpin |        |